# Record dei Las Vegas Raiders
La seguente è la lista dei record dei Las Vegas Raiders, stagionali e in carriera, aggiornati al termine della stagione 2022.

## Attacco

### Passaggi
In carriera

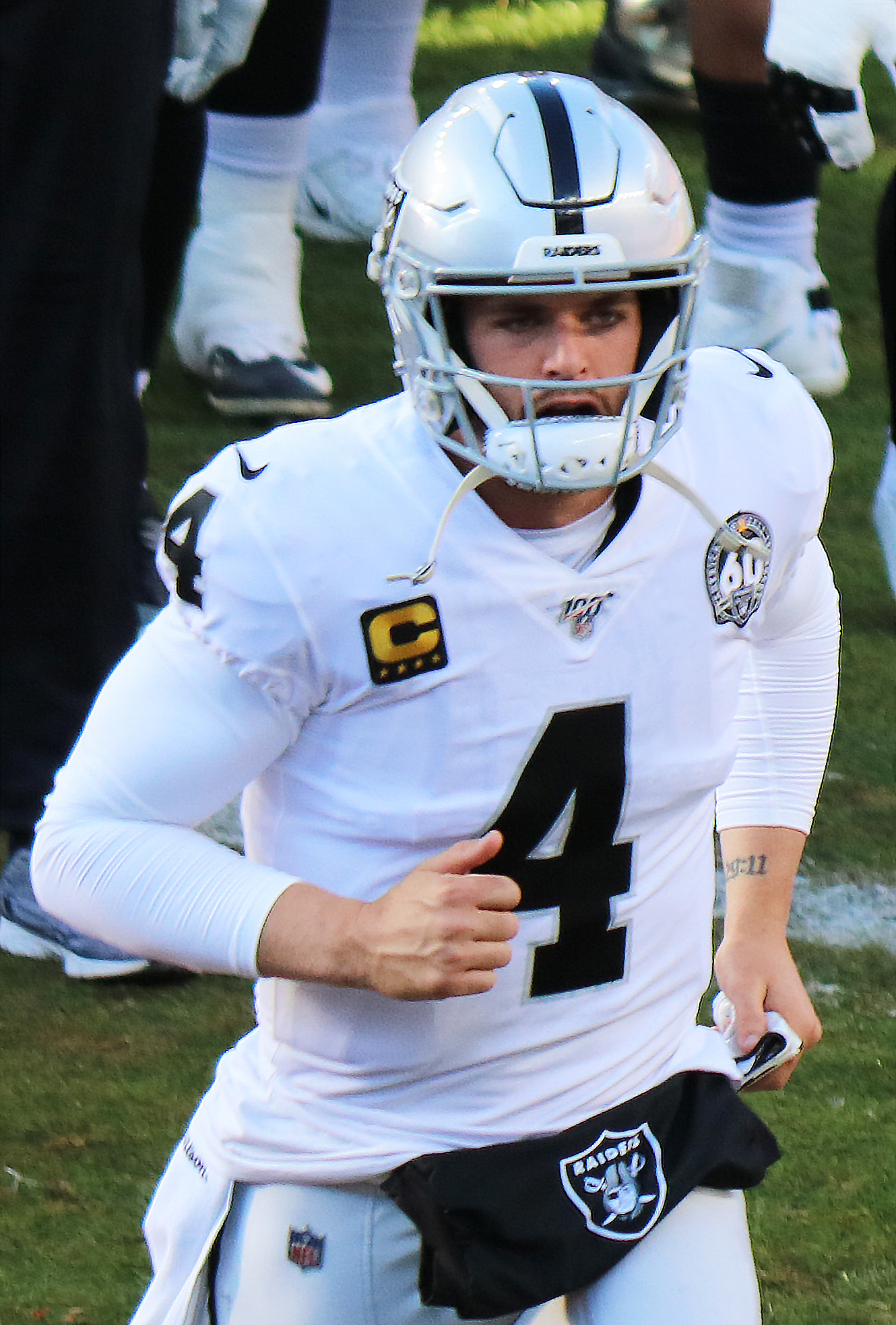
Il quarterback Derek Carr, con i Raiders dalla stagione 2014 a quella 2022, detentore della maggior parte dei record sui passaggi della franchigia

- Maggior numero di passaggi tentati: Derek Carr con 4.958
- Maggior numero di passaggi completati: Derek Carr con 3.201
- Miglior percentuale di completamento (min. 500 tentativi): Derek Carr con 64,6
- Maggior numero di yard passate: Derek Carr con 35.222 yard
- Maggior numero di yard medie per tentativo (min. 500 tentativi): Ken Stabler con 7,7 yard
- Maggior numero di passaggi da touchdown: Derek Carr con 217
- Maggior numero di intercetti subiti: Ken Stabler con 143
- Minor percentuale di intercetti subiti (min. 500 tentativi): Derek Carr, Jeff George e Rich Gannon con 2,0
- Miglior passer rating (min. 500 tentativi): Derek Carr con 91,8
- Maggior numero di drive vincenti: Derek Carr con 33
- Maggior numero di rimonte nel quarto periodo: Derek Carr con 28
- Passaggio completato più lungo: Jim Plunkett con 99 yard

In una singola stagione
- Maggior numero di passaggi tentati: Derek Carr con 626 (2021)
- Maggior numero di passaggi completati: Derek Carr con 428 (2021)
- Miglior percentuale di completamento (min. 200 tentativi): Derek Carr con 70,4 (2019)
- Maggior numero di yard passate: Derek Carr con 4.804 yard (2021)
- Maggior numero di yard medie per tentativo (min. 200 tentativi): Ken Stabler con 9,4 yard (1976)
- Maggior numero di passaggi da touchdown: Daryle Lamonica con 34 (1969)
- Maggior numero di intercetti subiti: Ken Stabler con 30 (1978)
- Minor percentuale di intercetti subiti (min. 200 tentativi): Derek Carr con 1,1 (2016)
- Miglior passer rating (min. 200 tentativi): Ken Stabler con 103,4 (1976)
- Maggior numero di drive vincenti: Derek Carr con 7 (2016)
- Maggior numero di rimonte nel quarto periodo: Derek Carr con 7 (2016)
- Miglior percentuale di touchdown passati (min. 200 tentativi): Ken Stabler con 9,3 (27 TD / 291 tentativi) (1976)

### Ricezioni
In carriera

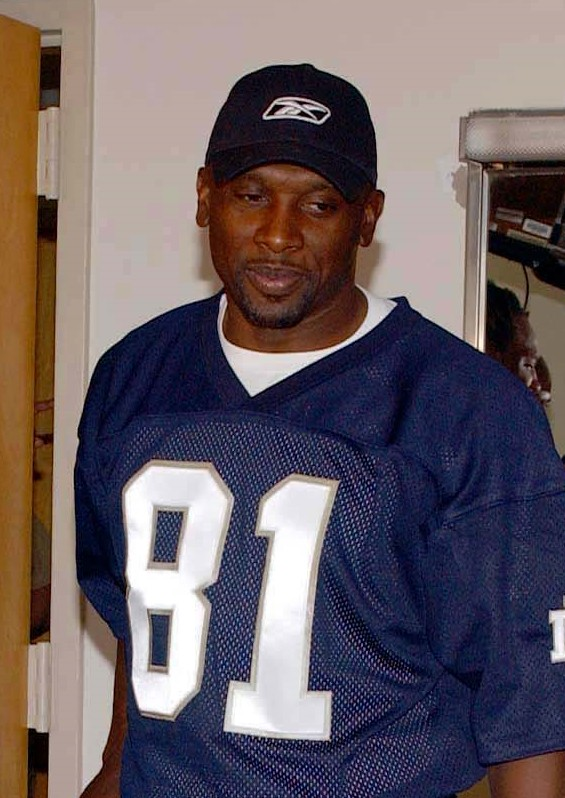
Tim Brown wide receiver che ha giocato con i Raiders dal 1988 al 2003 e detiene la maggior parte dei record su ricezioni

- Maggior numero di ricezioni: Tim Brown con 1.070
- Maggior numero di yard ricevute: Tim Brown con 14.734
- Maggior numero di touchdown ricevuti: Tim Brown con 99
- Miglior media per ricezione (min. 200 tentativi): Mervin Hernandez con 18,0 (3.764 yard / 209 ricezioni)
- Ricezione più lunga: Cliff Branch con 99 yard

In una singola stagione
- Maggior numero di ricezioni: Brock Bowers con 108 (2024)
- Maggior numero di yard ricevute: Davante Adams con 1.516 (2022)
- Maggior numero di touchdown ricevuti: Art Powell con 16 (1963)
- Miglior media per ricezione (min. 50 ricezioni): Warren Wells con 21,5 (1.137 yard / 53 ricezioni) (1968)

### Corse
In carriera

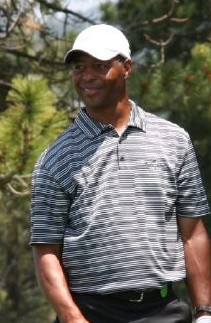
Marcus Allen running back dei Raiders dal 1982 al 1992 e di cui detiene vari record sulle corse

- Maggior numero di corse tentate: Marcus Allen con 2.090
- Maggior numero di yard corse: Marcus Allen con 8.545
- Maggior numero di touchdown su corsa: Marcus Allen con 79
- Miglior media per corsa (min. 400 tentativi): Bo Jackson con 5,4
- Maggior numero di yard corse (quarterback): Rich Gannon con 1.258
- Maggior numero di touchdown su corsa (quarterback): Rich Gannon con 11

In una singola stagione
- Maggior numero di corse tentate: Marcus Allen con 380 (1985)
- Maggior numero di yard corse: Marcus Allen con 1.759 (1985)
- Maggior numero di touchdown su corsa: Pete Banaszak con 16 (1975)
- Miglior media per corsa (min. 100 tentativi): Napoleon Kaufman con 5,8 (874 yard / 150 tentativi) (1996)
- Maggior numero di yard corse (quarterback): Terrelle Pryor con 575 (2013)
- Maggior numero di touchdown su corsa (quarterback): Jeff Hostetler con 5 (1993)

## Difesa
In carriera
- Maggior numero di tackle solitari: Eddie Anderson con 761
- Maggior numero di tackle assistiti: Greg Biekert con 214
- Maggior numero di sack: Greg Townsend con 107,5
- Maggior numero di tackle con perdita di yard: Maxx Crosby con 86
- Maggior numero di quarterback hits: Maxx Crosby con 120
- Maggior numero di intercetti: Willie Brown con 39
- Maggior numero di intercetti ritornati in touchdown: Terry McDaniel con 5
- Maggior numero di yard su intercetto: Jack Tatum con 636 yard
- Maggior numero di fumble: Derek Carr con 80
- Maggior numero di fumble forzati: Charles Woodson con 18
- Maggior numero di fumble recuperati (propri e avversari): Derek Carr con 20
- Maggior numero di fumble ritornati in touchdown: Greg Townsend con 3
- Maggior numero di passaggi deviati: Charles Woodson con 84

In una singola stagione
- Maggior numero di sack: Derrick Burgess con 16,0 (2005)
- Maggior numero di intercetti: Lester Hayes con 13 (1980)
- Maggior numero di intercetti ritornati in touchdown: Eric Allen con 3 (2000)
- Maggior numero di yard su intercetto: Lester Hayes con 273 yard (1980)
- Maggior numero di fumble: Marcus Allen con 14 (1983)
- Maggior numero di propri fumble recuperati: Tim Brown (1988) e Greg Pruit (1983) con 7
- Maggior numero di fumble ritornati in touchdown: Charlie Phillips con 2 (1978)

## Special team

### Calci (field goal ed extra point)
In carriera

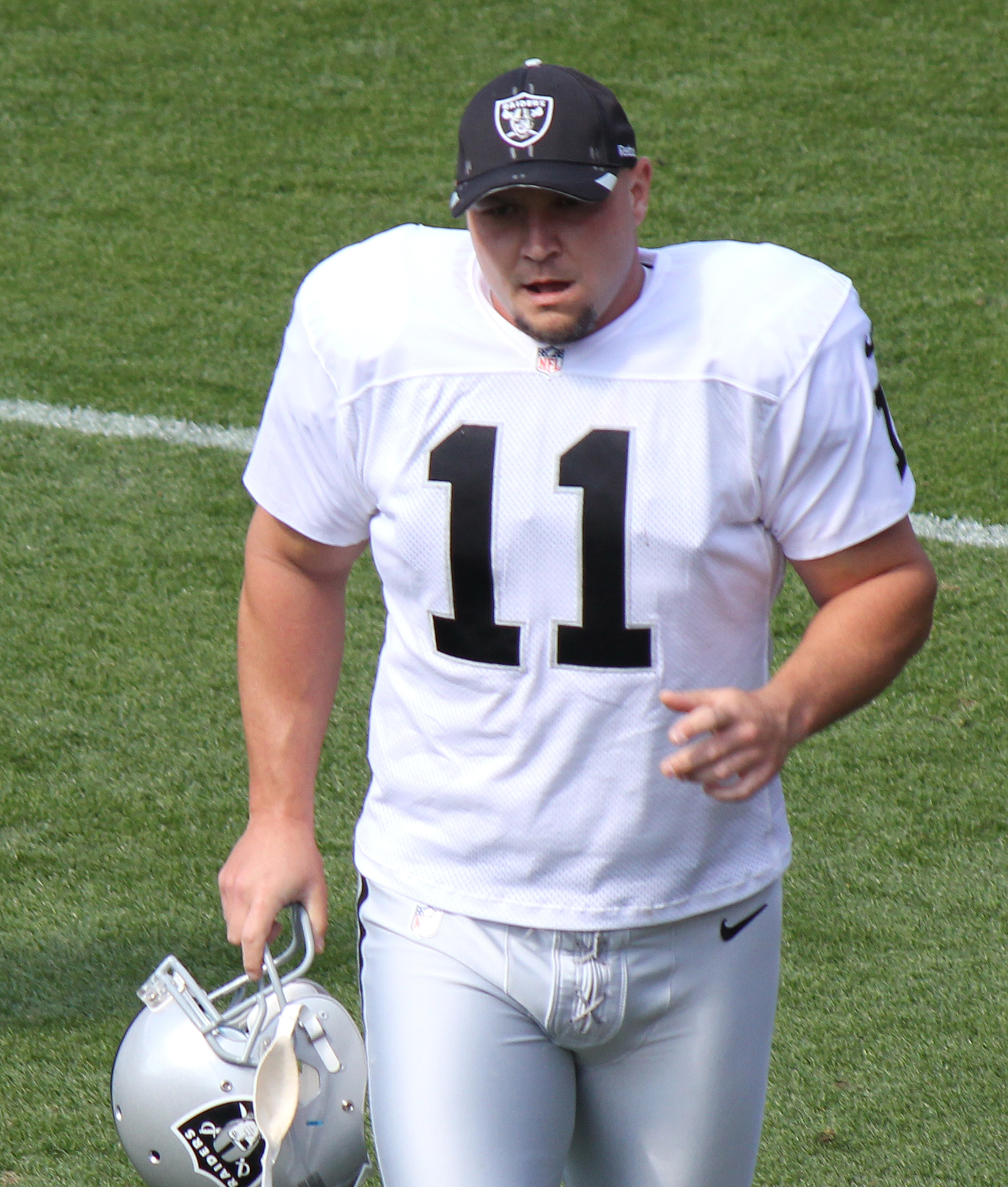
Sebastian Janikowski kicker dei Raiders dal 2001 al 2017

- Maggior numero di field goal tentati: Sebastian Janikowski con 515
- Maggior numero di field goal segnati: Sebastian Janikowski con 414
- Miglior percentuale sui field goal (min. 100 tentativi): Daniel Carlson con 89,9% (142 segnati / 158 tentati)
- Maggior numero di field goal tentati da 50 o più yard: Sebastian Janikowski con 100
- Maggior numero di field goal segnati da 50 o più yard: Sebastian Janikowski con 55
- Maggior numero di extra point tentati: Sebastian Janikowski con 563
- Maggior numero di extra point segnati: Sebastian Janikowski con 557
- Miglior percentuale sugli extra point (min. 100 tentativi): Mike Mercer con 99,2% (118 segnati su 119 tentati)
- Maggior numero di touchback: Sebastian Janikowski con 404

In una singola stagione
- Maggior numero di field goal tentati: Jeff Jaeger con 44 (1993)
- Maggior numero di field goal segnati: Daniel Carlson con 40 (2021)
- Miglior percentuale sui field goal (min. 20 tentativi): Daniel Carlson con 94,3% (33 segnati su 35 tentati) (2020)
- Maggior numero di field goal tentati da 50 o più yard: Daniel Carlson con 13 (2022)
- Maggior numero di field goal segnati da 50 o più yard: Daniel Carlson con 11 (2022)
- Maggior numero di extra point tentati: George Blanda con 57 (1967)
- Maggior numero di extra point segnati: George Blanda con 56 (1967)
- Maggior numero di touchback: Daniel Carlson con 61 (2020)

### Punt
In carriera

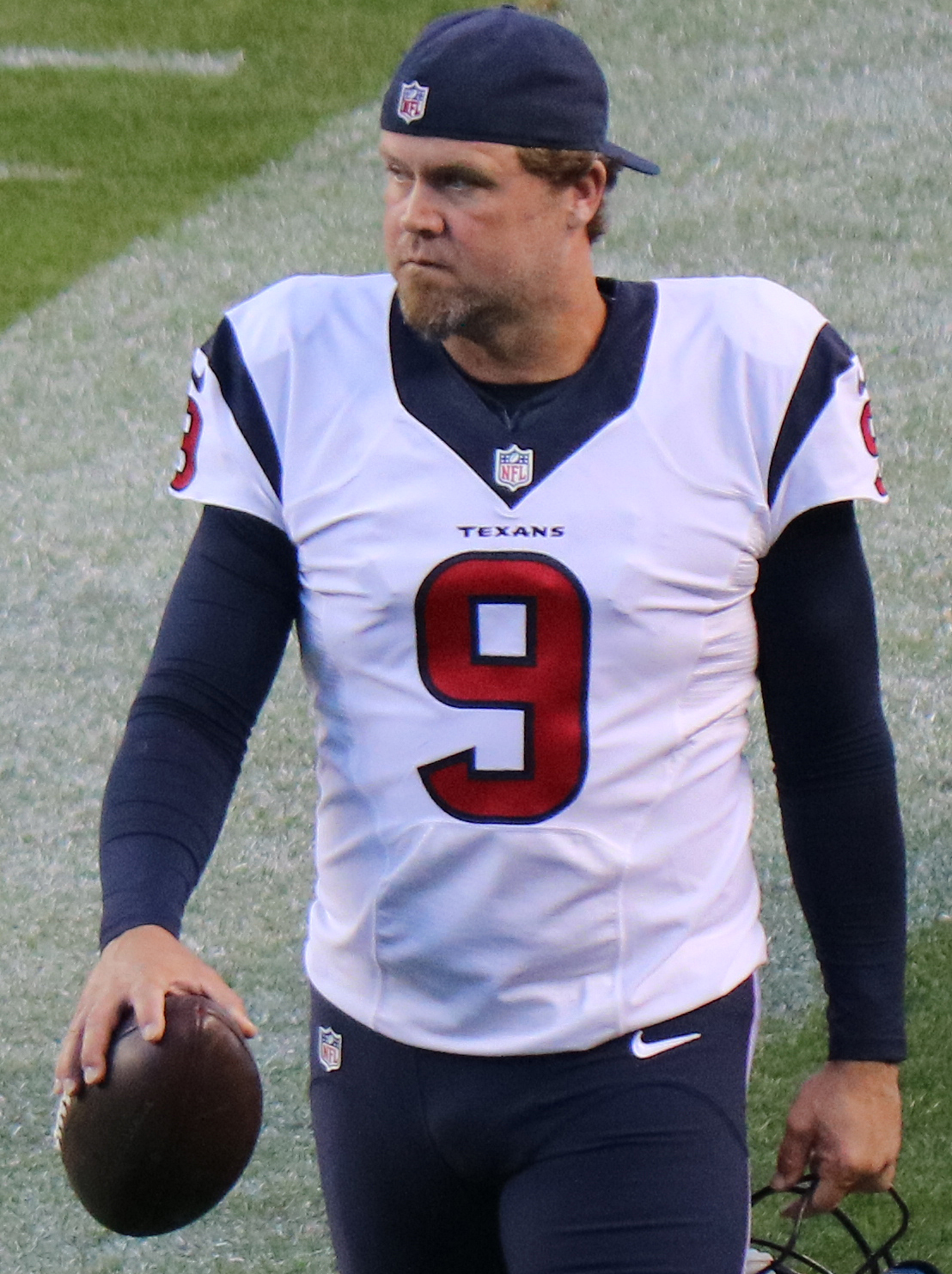
Shane Lechler punter dei Raiders dal 2000 al 2012

- Maggior numero di punt calciati: Ray Guy con 1049
- Maggior numero di yard guadagnate con punt: Shane Lechler con 48.215 yard
- Punt più lungo: A.J. Cole con 83 yard
- Miglior media per punt (min. 100 punt): A.J. Cole con 48,2
- Maggior numero di punt dentro le 20 yard: Shane Lechler con 322
- Maggior numero di punt in touchback: Shane Lechler con 143
- Maggior numero di punt bloccati: Shane Lechler con 4

In una singola stagione
- Maggior numero di punt calciati: Marquette King con 109 (2014)
- Maggior numero di yard guadagnate con punt: Marquette King con 4.930 (2014)
- Miglior media per punt, stagione (min. 50 punt): Shane Lechler con 51,1 (2009)
- Miglior media per punt netta: Shane Lechler con 43,9 (2009)
- Maggior numero di punt dentro le 20 yard: Marquette King con 40 (2015)
- Maggior numero di punt in touchback: Shane Lechler con 19 (2006)
- Maggior numero di punt che sono stati bloccati: Jerry DePoyster con 3 (1972)

### Ritorni
In carriera
- Ritorno di kickoff più lungo: Ira Matthews con 104 yard
- Ritorno di punt più lungo: Dwayne Harris con 99 yard
- Maggior numero di kickoff ritornati: Chris Carr con 201
- Maggior numero di punt ritornati: Tim Brown con 320
- Maggior numero di yard su ritorno di kickoff: Chris Carr con 4.841 yard
- Maggior numero di yard su ritorno di punt: Tim Brown con 3.272
- Maggior numero di kickoff ritornati in touchdown: Jacoby Ford con 4
- Maggior numero di punt ritornati in touchdown: Tim Brown, George Atkinson, Claude George, Johnnie Lee Higgins e Phillip Buchanon con 3
- Miglior media per ritorno di kickoff (min. 50 ritorni): Clarence Davis con 27,1
- Miglior media per ritorno di punt (min. 50 punt ritornati): Claude Gibson con 12,6

In una singola stagione
- Maggior numero di kickoff ritornati: Chris Carr con 73 (2005)
- Maggior numero di punt ritornati: Fulton Walker con 62 (1985)
- Maggior numero di yard su ritorno di kickoff: Chris Carr con 1762 (2006)
- Maggior numero di yard su ritorno di punt: Fulton Walker con 692 (1985)
- Maggior numero di kickoff ritornati in touchdown: Jacoby Ford con 3 (2010)
- Maggior numero di punt ritornati in touchdown: Johnnie Lee Higgins con 3 (2008)
- Miglior media per ritorno di kickoff, stagione (min. 25 ritorni di kickoff): Jack Larscheid con 28,4 (1960)
- Miglior media per ritorno di punt, stagione (min. 20 punt ritornati): Claude Gibson con 14,4 (1964)

## Punti segnati
- Maggior numero di punti segnati in carriera: Sebastian Janikowski con 1.799[17]
- Maggior numero di punti segnati in una singola stagione: Daniel Carlson con 150 (2021)[18]

## Presenze
- Maggior numero di gare giocate: Sebastian Janikowski con 268[19]
- Maggior numero di gare giocate da titolare: Tim Brown con 188[20]
- Maggior numero di gare giocate nei playoff: Gene Upshaw con 24[21]
- Maggior numero di stagioni giocate: Sebastian Janikowski con 17[22]
- Maggior numero di vittorie: Gene Upshaw con 155[23]
- Maggior numero di sconfitte: Sebastian Janikowski con 161[24]
- Maggior numero di pareggi: Jim Otto con 11[25]

## Allenatori

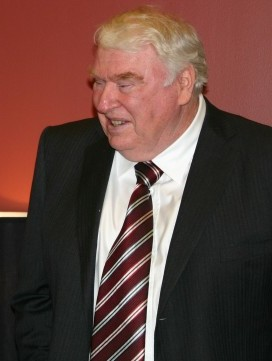
L'allenatore John Madden che detiene il record di vittorie con i Raiders

Dove non specificato ci si riferisce alla stagione regolare:
- Maggior numero di vittorie in carriera: John Madden con 103
- Maggior numero di vittorie in una stagione: John Madden (1976) e John Rauch (1967) con 13
- Maggior numero di vittorie nei playoff: John Madden con 9
- Maggior numero di pareggi in carriera: John Madden con 7
- Maggior numero di gare allenate: John Madden  con 142
- Maggior numero di gare nei playoff: John Madden  con 16
- Maggior numero di titoli di division: John Madden con 7
- Maggior numero di titoli di conference: Tom Flores con 2
- Maggior numero di apparizioni al Super Bowl: Tom Flores con 2